# 榎本スミ
榎本 スミ（えのもと スミ、1816年5月6日（文化13年4月10日）- 1893年（明治26年）5月12日）は、江戸時代末期（幕末）から明治時代の医師である。漢字表記で榎本住とも表記される。

## 経歴・人物
大和国の戸毛村（現在の奈良県御所市）に医師の家系だった長女として生まれる。1839年（天保10年）に実父が死去した事により、後継者として医師としての活動を始めた。当時女性医師は極めて珍しかったことにより、名を馳せた。
その後は土倉庄三郎の主治医を務め、1863年（文久3年）に発生した天誅組の変においては、敵からの銃弾により重傷を負い指導者であった吉村虎太郎の治療にあたった。この業績もあり、晩年には「女医榎本住記念碑」が建てられた。